# Prvenstvo Hrvatske u vaterpolu 2009./10.
Prvenstvo Hrvatske u vaterpolu 2009./10. se kao i prethodne sezone odigravalo nakon završetka Jadranske liga. Četiri ekipe koje su ostvarile najbolji plasman u Jadranskoj ligi sudjelovale su u doigravanju za pobjednika prvenstva Hrvatske u vaterpolu.
Jug (2.), Mladost (4.), Primorje (7.) i Mornar (8.) ušli su u poluzavršnicu i odigravanje utakmica za prvaka, dok su se Šibenik (9.), Jadran (10.), Medveščak (11.) i POŠK (12.) plasirali u doigravanje za ostanak i plasman od 5. do 8. mjesta. Pobjednik Hrvatske vaterpolo lige u sezoni 2009/10. bio je dubrovački vaterpolski klub Jug.

## Tijek prvenstva

### Doigravanje za prvaka

#### Poluzavršnica
Jug - Mornar 13 : 5

Mladost - Primorje 11 : 5
Mornar - Jug 4 : 16

Primorje - Mladost 9 : 14

#### Završnica
Nakon što su bili bolji u dva susreta plasman u završnicu osigurali su Jug i Mladost. VK Jug je u utakmici za prvaka lige nakon pet odigranih finalnih utakmica bio bolji rezultatom 3:2 u dobivenim utakmicama. Za plasman na treće mjesto, između poraženih u poluzavršnici, odigrale su se tri utakmice. Nakon tri odigrane utakmice Vaterpolo klub Primorje je bio uspješniji od Mornara ukupnim rezultatom 3:2 te je osvojio treće mjesto i mogućnost kvalifikacija za sudjelovanje u vaterpolskoj Euroligi u sezoni 2010./11., dok je Mornar izborio nastup u vaterpolskom LEN kupu.

##### Za prvo mjesto
1. utakmica: Jug - Mladost 9 : 8

2. utakmica: Mladost - Jug 7 : 6

3. utakmica: Jug - Mladost 12 : 10

4. utakmica: Mladost - Jug 14 : 12

5. utakmica: Jug - Mladost 14 : 9

##### Za treće mjesto
1. utakmica: Primorje - Mornar 10 : 11

2. utakmica: Mornar - Primorje 6 : 10

3. utakmica: Primorje - Mornar 11 : 4

### Doigravanje za ostanak

#### Poluzavršnica
Šibenik - POŠK 15 : 7

POŠK - Šibenik 7 : 6

Šibenik - POŠK 10 : 14
Jadran - Medveščak 13 : 12

Medveščak - Jadran 13 : 11

Jadran : Medveščak 9 : 8

#### Završnica
Nakon dva odigrana susreta Jadran je osvojio peto mjesto i mogućnost nastupa u vaterpolskom kupu LEN u sezoni 2010./11., dok je u utakmici za sedmo mjesto Medveščak bio bolji od Šibenika.

##### Za peto mjesto
Jadran - POŠK 11 : 7

POŠK - Jadran 6 : 9

##### Za sedmo mjesto
Šibenik - Medveščak 6 : 11

Medveščak - Šibenik 11 : 10

## Konačna ljestvica
1. Jug
2. Mladost
3. Primorje
4. Mornar
5. Jadran
6. POŠK
7. Medveščak
8. Šibenik

## Poveznice
- Jadranska liga 2009./10.
- 1.B HVL 2010.
- 2. HVL 2010.
- 3. HVL 2010.